# Megaselia vespertilionis
Megaselia vespertilionis är en tvåvingeart som beskrevs av Borgmeier 1962. Megaselia vespertilionis ingår i släktet Megaselia och familjen puckelflugor. Inga underarter finns listade i Catalogue of Life.